# 特里卡斯坦核电站
特里卡斯坦核电站（法語：Centrale nucléaire du Tricastin）是法国的一座核电站，得名自特里卡斯坦地区，其冷却用水取自栋泽尔-蒙德拉贡运河。